# 拉德夫角

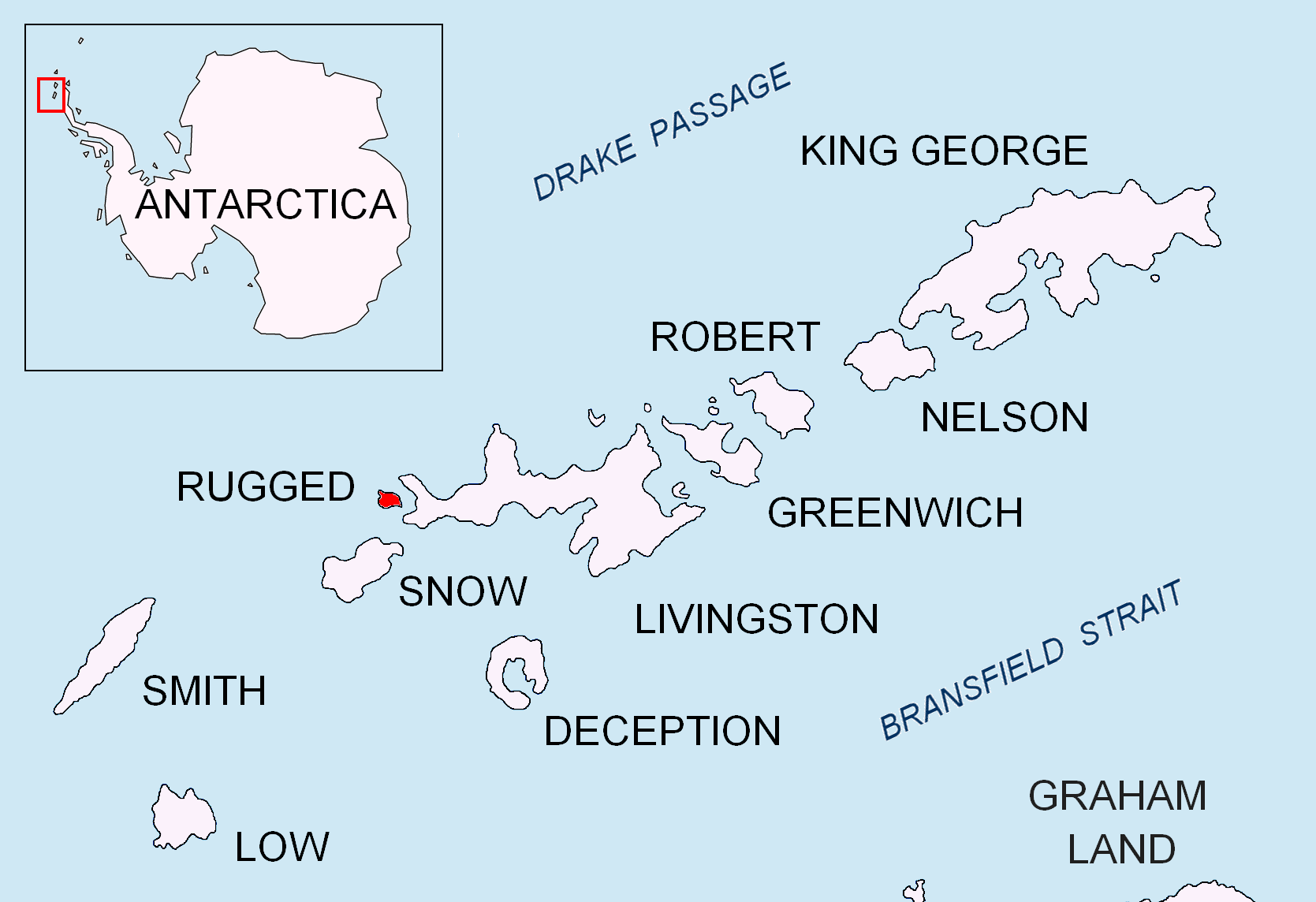

拉德夫角（英語：Radev Point）是南極洲的海岬，位於南設得蘭群島中拉吉德島東南端，處於文德角西南面1.05公里、拉格爾角西南面2.62公里、本森角以東4.5公里。
62°38′24.9″S 61°12′06″W / 62.640250°S 61.20167°W